# Anchastus villiersi
Anchastus villiersi is een keversoort uit de familie kniptorren (Elateridae). De wetenschappelijke naam van de soort is voor het eerst geldig gepubliceerd in 1941 door Fleutiaux.